# Losers (película)
Losers (en búlgaro, Каръци, transliterado como: Karatsi) es una película de comedia dramática búlgara de 2015 dirigida por Ivaylo Hristov. Ganó el Golden George en el Festival Internacional de Cine de Moscú del 2015. Fue seleccionada como la entrada búlgara a la Mejor Película Internacional en la 89.os Premios de Academia pero no fue nominada.

## Sinopsis
Los protagonistas son Elena, Koko, Patso y Gosho, estudiantes de instituto en una ciudad de provincias. Koko está enamorado de Elena. Ella quiere ser cantante y está emocionada por la próxima visita de una famosa banda de rock. Un acontecimiento que agita la vida de la ciudad y hace que nazca un nuevo amor

## Reparto
- Elena Telbis
- Deyan Donkov
- Ovanes Torosian
- Georgi Gotzin
- Plamen Dimov